# Ornontowice
Ornontowice is een dorp in het Poolse woiwodschap Silezië, in het district Mikołowski. De plaats maakt deel uit van de gemeente Ornontowice en telt 5800 inwoners.

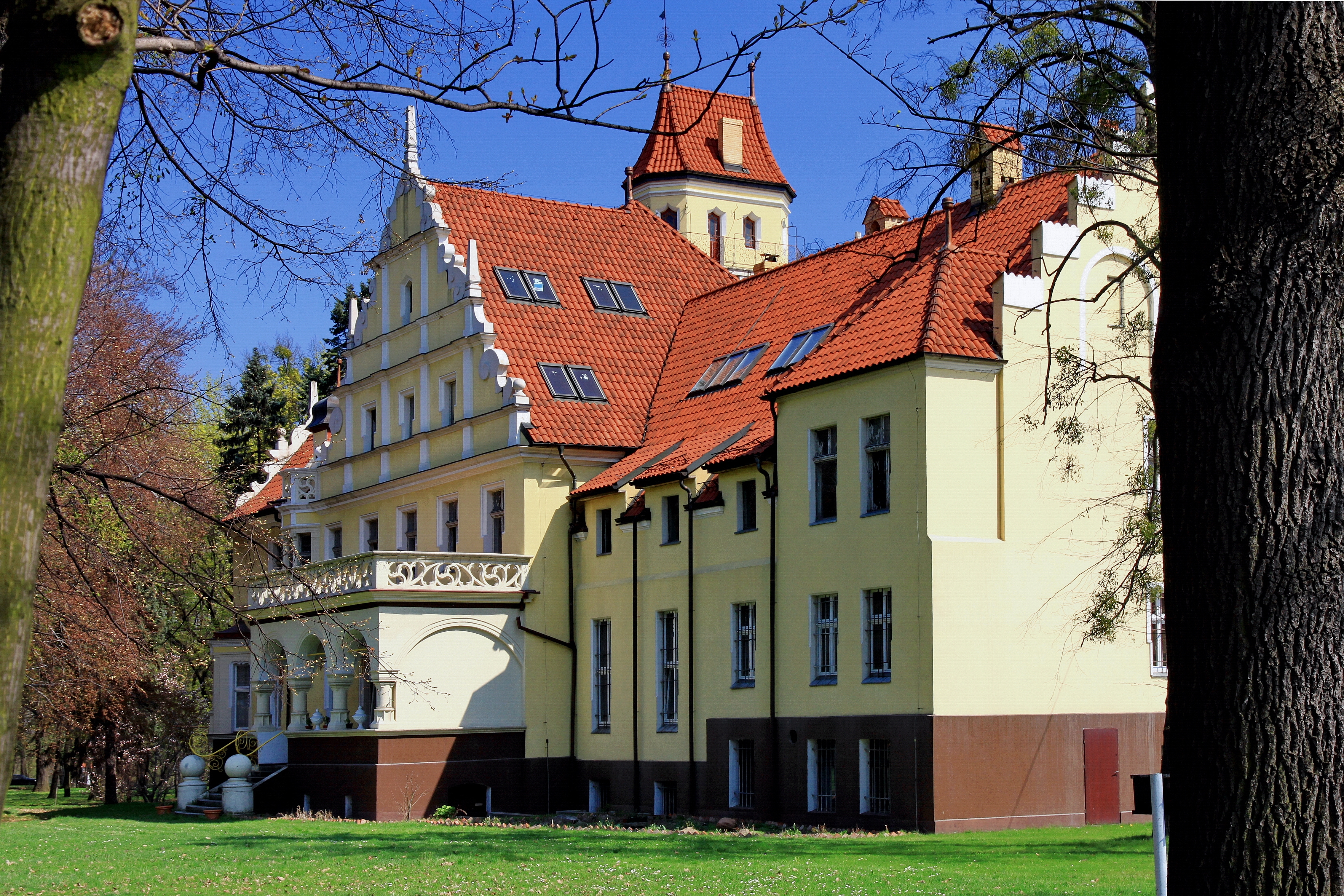
Paleis van Ornontowice